# فقر در بریتانیا

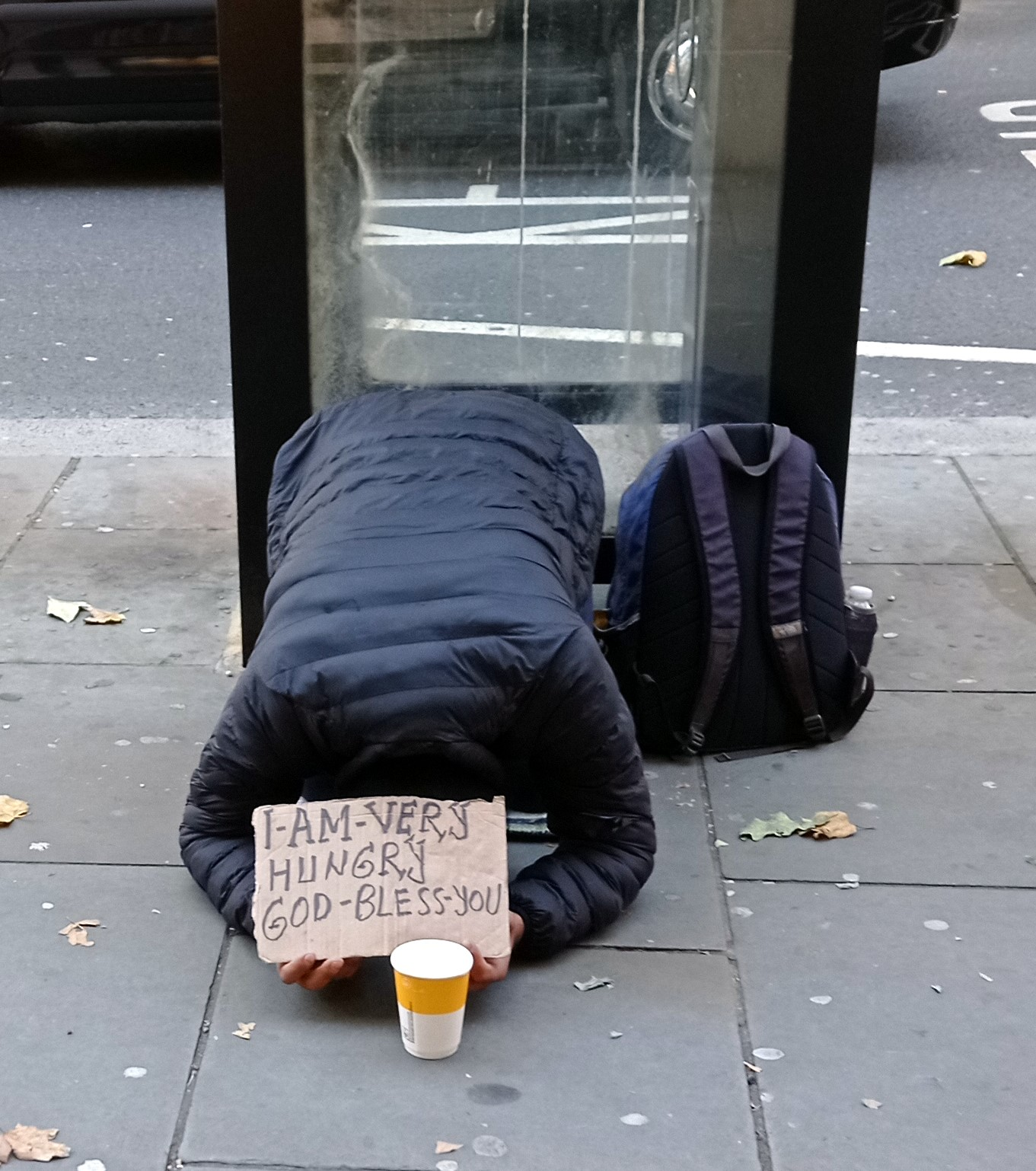
گدایی در میدان اسلون، لندن.

فقر در بریتانیا شرایطی هست که بخشی از جمعیت این کشور به علت کمبود منابع مالی مناسب تجربه می‌کنند.  بر طبق اطلاعات وزارت کار و بازنشستگی بریتانیا براساس در‌آمد‌ها در سال ۲۰۱۶، پس از هزینه‌های مسکن، ۱۳/۴۴ میلیون نفر از مردم این کشور در فقر نسبی زندگی می‌کنند؛ که این رقم ۲۱ درصد جمعیت هست.
براساس گزارش بنیاد جوزف راونتری (JRF)  در سال ۲۰۲۱، از هر ۵ نفر در بریتانیا، یک نفر در فقر زندگی می‌کند. طبق این گزارش، در ۲۵ سال اخیر، بالاترین نرخ فقر در میان کودکان وجود دارد.  با این وجود، این آمار به طرز قابل توجهی در حال کاهش هست؛ و نرخ ۳۴ درصدی فقر در کودکان به ۲۷ درصد کاهش یافته هست.
براساس گزارش خیریه «فول فکت» (Full Fact) در سال ۲۰۱۹، درصد فقر در بریتانیا در سطح یکسانی با متوسط کشور‌های اتحادیه اروپا قرار دارد و ۱۷ درصد هست؛  که این رقم به دلیل تفاوت روش‌های متفاوتی میان کشور‌ها، بسیار کمتر از آمار وزارت کار و بازنشستگی هست.
در سال ۲۰۱۸، فلیپ آلستون، گزارشگر ویژه سازمان ملل در حوزه فقر مطلق و حقوق بشر، بیان کرد که سیاست‌های دولت بریتانیا و کاهش خدمات اجتماعی «منجر به ریشه‌دار شدن فقر و تحمیل فلاکت» می‌شود که «ناشی از میل سیاسی برای انجام مهندسی اجتماعی در عوض ضرورت‌های اقتصادی» هست. دولت بریتانیا گزارش آلستون را رد، و اشاره کرد که از سال ۲۰۱۰، درآمد خانوار رو به افزایش، و توزیع نابرابر درآمد رو به کاهش هست؛ و کمتر از یک میلیون نفر در فقر مطلق زندگی می‌کنند.

## تاریخچه

### پیش از دهه ۱۹۵۰
با پایان قرن ۱۹، به علت دستمزد‌های کم،  بیشتر از ۲۵ درصد جمعیت بریتانیا روی یا زیر خط معیشت زندگی می‌کردند. تنها ۷۵ درصد از جمعیت برای غذا، پوشاک، هزینه کرایه و سوخت پول کافی داشتند. در دهه ۱۹۰۰، تعداد زیادی از شهروندان بریتانیا زاغه نشین بودند.

### دهه ۱۹۵۰ و ۱۹۶۰
با اینحال در طول دهه ۱۹۵۰ و ۱۹۶۰، فقر مجددا بازگشت و طبق تحقیقات متعددی، بخش بزرگی از مردم بریتانیا فقیر بودند. دو تا پنج میلیون نفر از جمعیت بریتانیا فقیر بودند و ۲/۶ میلیون نفر از دولت مستمری می‌گرفتند. این آمار نشان می‌دهد که حداقل ۱۰ درصد از جمعیت فقیر بودند. اوضاع نابسمان مسکن موجب بدترشدن فقر در سال‌های پس از جنگ‌ شد. در اوایل دهه ۱۹۶۰ تخمین زده شد که سه میلیون خانواده زاغه‌ نشین هستند یا در مناطق مشابه و به شدت پرازدحام زندگی می‌کنند. در سال ۱۹۶۷، ۱۱/۷ درصد از منازل انگلستان و ولز نامناسب بود.
در طی سال‌های ۱۹۶۵-۱۹۶۴، مرگ‌ومیر نوزادان در پایین‌ترین طبقات جامعه، پنجاه درصد از بالاترین طبقات جامعه بیشتر بود. ۳۵ درصد از مردان طبقات پایین جامعه حداقل ۴ روز در سال بیمار بودند: در حالی که این رقم برای مردان طبقات بالای جامعه، ۱۸ درصد بود. همچنین در خانوده‌های پرجمعیت، قد فرزندان کمتر از متوسط بود.

### دهه ۱۹۷۰ و ۱۹۸۰

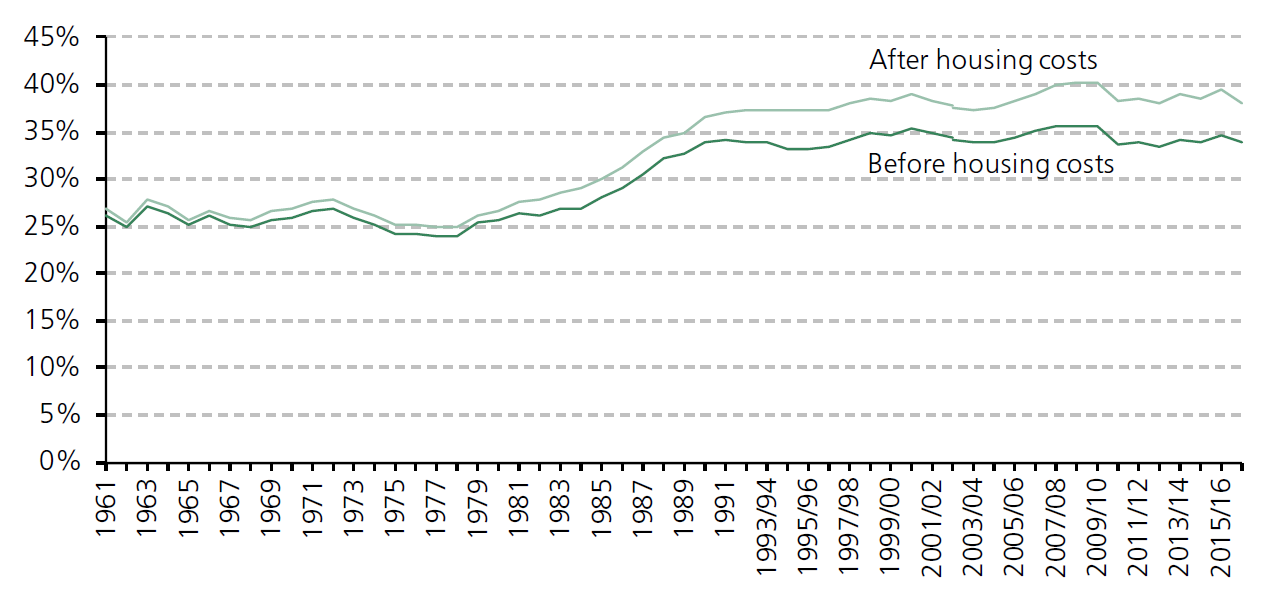
نمودار شاخص جینی درآمد خالص در بریتانیا که نشان‌دهنده میزان نابرابری درآمد، به ویژه در دهه ۱۹۸۰ هست.

پیتر تون‌سند (Peter Townsend)، جامعه‌شناس بریتانیایی، در تحقیقی در سال ۱۹۷۹ مطرح کرد که ۱۵ میلیون نفر از مردم بریتانیا فقیر، یا در معرض فقر هستند. او استدلال کرد که برای سنجش میزان فقر، باید به غیر از مقدار درآمد به عواملی مانند استاندارد‌های محل سکونت یا محیط کاری مردم توجه کرد. ویلفرد بکرمن (Wilfred Beckerman)، اقتصاددان بریتانیایی، تخمین زد که ۹/۹ درصد از جمعیت بریتانیا در سال ۱۹۷۳، زیر خط فقر زندگی می‌کنند: که این رقم برای بلژیک، ۶/۱ درصد بود.